# Burg Graines

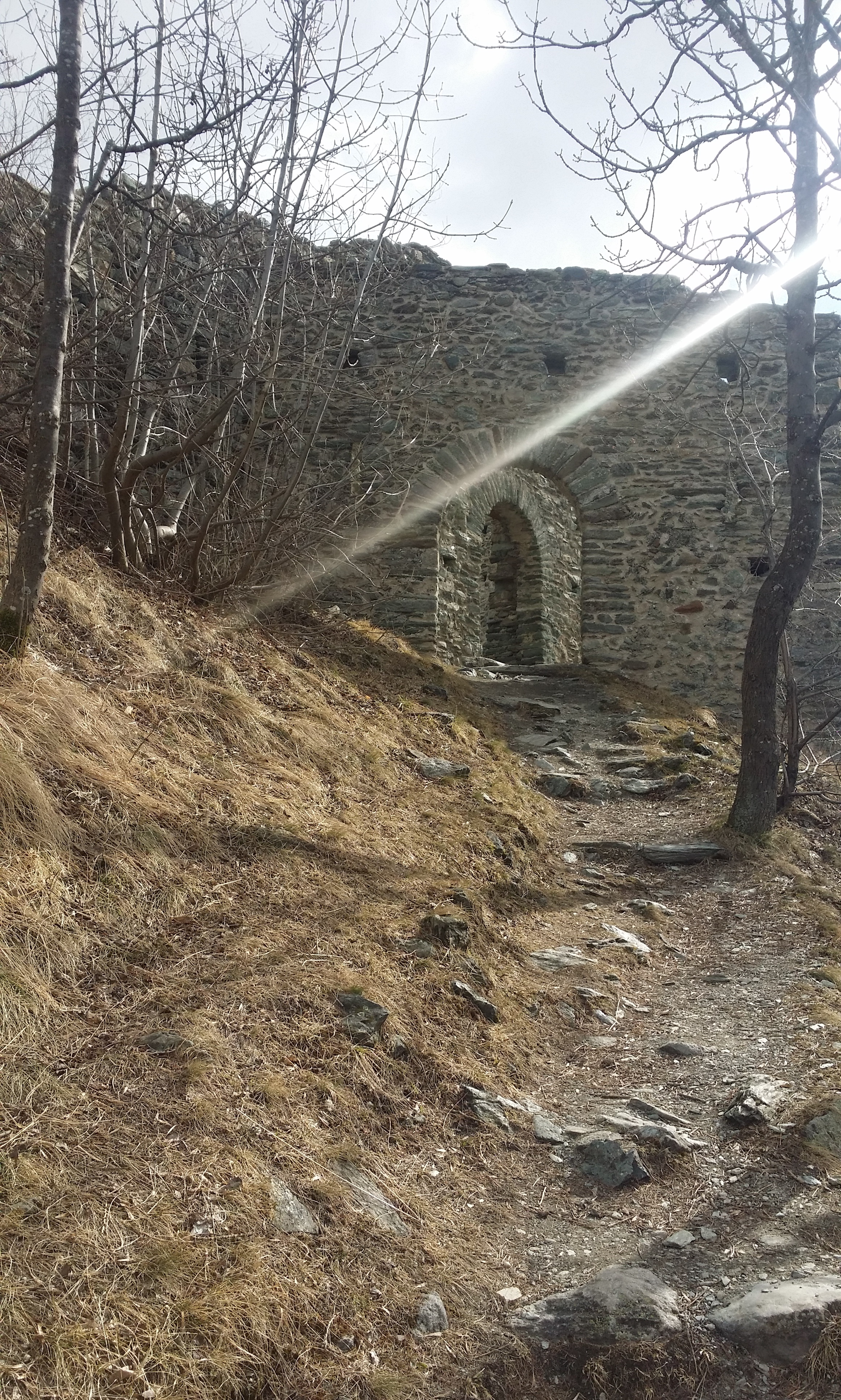
Eingang zur Burgruine im Winter

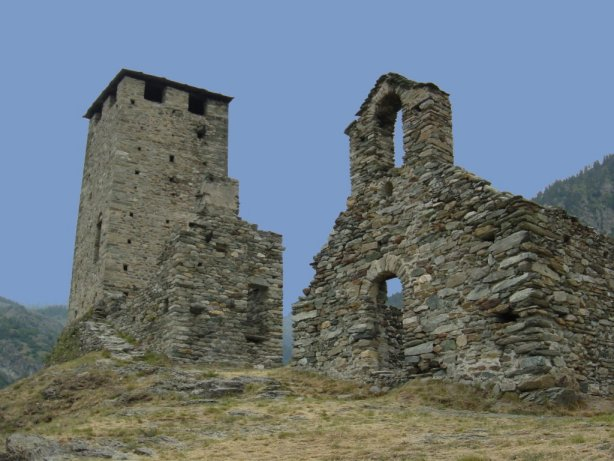
Turm und Kapelle der Burg

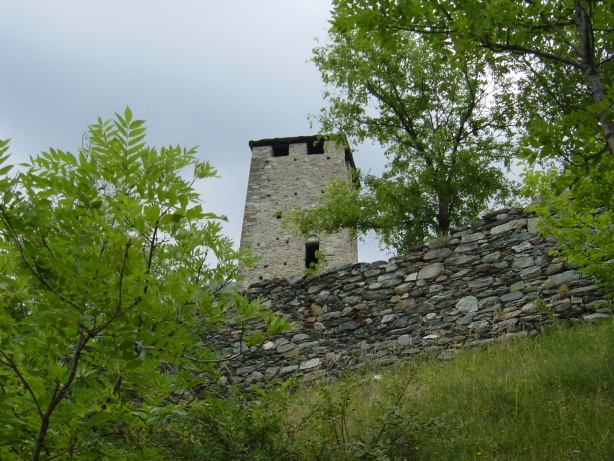
Der Turm vom Zugangsweg zur Burg aus

Die Burg Graines ist die Ruine einer Höhenburg in der Nähe des Ortsteils Graines der Gemeinde Brusson im Ayastal, einem Seitental des Aostatals.

## Lage
Die Ruine liegt auf einem Felssporn, von dem aus man die Gemeinde und einen großen Teil des Ayastals überblicken kann. Die strategisch erhöhte Lage vereinfachte die nicht nur die Verteidigung der Anlage, sondern gewährte auch Einblick auf die weitläufige Umgebung. Es gibt jedoch keine belegbaren Beweise für die Vermutung, dass die Burg  mit dem Tour de Bonot und der Burg Ville in Challand-Saint-Victor, sei es durch Spiegel oder bunte Fahnen, in Sichtverbindung stand, da weder der Turm noch die Burg in Challand-Saint-Victor im direkten Blickfeld mit der Burg Graines stehen.

## Geschichte
Das Lehen Graines hat eine sehr lange Geschichte, die bereits 515 begann, als Prinz Sigismund, König von Burgund ab 516, die Abtei Saint-Maurice im schweizerischen Kanton Wallis bauen ließ. Um den Mönchen für die riesigen Bedürfnisse der neuen Abtei ausreichende Einkünfte zu sichern, stiftete er ihnen zusätzlich zahlreiche Besitzungen, darunter auch das reiche und fruchtbare Lehen Graines.
1263 verlehnten die Mönche die Burg und einige umgebende Gebiete an Gotofredo di Challant, den Neffen des Vizegrafen Boson d'Aoste und treuen Gefolgsmann der Grafen von Savoyen. Die Challants verwalteten dieses Lehen bis zum Ende des 18. Jahrhunderts und erkannten die Vasallenschaft zur Abtei Saint-Maurice an.
Mitte des 15. Jahrhunderts wurde die Burg umgebaut und befestigt und war eine der Festungen, die Catherine de Challant und Pierre d’Introd während des Kampfes um die Nachfolge ihres Vaters François de Challant nutzten. Nach dem Aussterben des Hauses Challant im 19. Jahrhundert fiel die Burg, die damals schon eine Ruine war, an die Familie Passerin d'Entrèves. Später kaufte sie die Liegenschaftsverwaltung der autonomen Region Aostatal.
Die Ruinen der Burg sind auch dank der Erhaltung und Restaurierung durch Alfredo d’Andrade und Giuseppe Giacosa Anfang des 20. Jahrhunderts auf unsere Tage überkommen.
Dank des grenzüberschreitenden Programms AVER (Ancienne Vestiges En Ruine), an dem Savoyen (in Frankreich), das Aostatal (in Italien) und das Wallis (in der Schweiz) beteiligt sind, wurde die Burg restauriert und ist heute frei zugänglich.

## Beschreibung

Grundriss der Burg Graines (Carlo Nigra)

Die Burg Graines ist ein typisches Beispiel für eine einfache Burg des Aostatals. Sie besteht im Wesentlichen aus einem weitläufigen Mauerring, der eine Fläche von etwa 80 × 50 Metern umschließt, eine unregelmäßige Form hat, sich dem natürlichen Gelände anpasst und in seinem Inneren andere Gebäude, darunter einen großen Turm mit quadratischem Grundriss und eine kleine Kapelle, die einzigen beiden, von denen heute noch Spuren erhalten sind, einschließt.
Der quadratische Turm oder Donjon zeigt eine massige Struktur und hat eine Seitenlänge von mehr als 5,5 Metern. Dies war der Bergfried der Burg, ursprünglich mit Zinnen versehen, aber mit einem von unten nicht sichtbaren Dach. Er war nicht nur die Wohnstatt des Burgherrn, sondern stellte auch das letzte Verteidigungsbollwerk dar, wie die kleinen Fenster und der fast 5 Meter über dem Erdboden angebrachte Eingang zeigen, der nur über eine Treppe, die bei einer Belagerung entfernt werden konnte, erreichbar war. Später baute man an den Turm ein neues Gebäude an, um die Wohnräume zu erweitern.
Die romanische Kapelle ist dem Heiligen Martin von Tours geweiht. Die Dedizierung der Kapelle an einen anderen Heiligen als den Patron der walisischen Abtei, den Heiligen Mauritius, stützt die Annahme, dass die Kapelle nicht von den Mönchen errichtet worden ist, die ursprünglich auch in der Burg gelebt hatten. Diese Annahme findet aber weder eine historische Bestätigung noch geht sie aus lokalen Überlieferungen hervor. Die Kapelle bestand aus einem einzigen Schiff, etwa 8 Meter lang, das mit einer halbrunden Apsis endete. Von ihr sind heute nur noch die Apsis, die Umfassungsmauern und die Fassade mit dem Glockentürmchen erhalten. Das Dach ist verlorengegangen.

## Zugang
Die Burgruine erreicht man, wenn man der Regionalstraße 45 von Verrès aus ins Ayastal folgt. Etwa 13 km von Verrès, gleich hinter der Siedlung Arcésaz, einem Ortsteil von Brusson, zweigt rechts die asphaltierte Straße nach Graines ab. Nach ca. 2 km kann man das Auto abstellen und in wenigen Minuten über einen Saumpfad zur Burgruine gelangen.

## Die Schatzlegende
Nach einer Legende soll unter den Resten der Burg ein großer Schatz vergraben sein. Eines Nachts hörte ein Geistlicher im Traum eine mysteriöse Stimme, die ihm die genaue Stelle verriet, an der er graben müsse, um den Schatz zu finden, wobei sie aber von ihm verlangte, dass er sich von dieser Stelle entferne, bevor der Hahn in der Morgendämmerung zum dritten Mal krähe. In der folgenden Nacht folgte der Pfarrer den Anweisungen und entdeckte eine Falltür, unter der er den Schatz fand. Geblendet von dem Reichtum aber vergaß er die Zeit. So bemerkte er den Hahnenschrei zu spät und blieb zusammen mit dem Schatz eingesperrt.

## Sonstiges
In der Burg Graines spielt ein Teil des Romanes Il mercanto di lana (dt.: Der Wollhändler) von Valeria Montaldi.